# 向井正重
向井 正重（むかい まさしげ）は、戦国時代の武将。武田氏に仕えた。

## 生涯
父忠綱は伊勢国の人。向井氏は伊賀国向荘（現・亀山市）を本貫としていたが、後に伊勢国に拠点を移したという。
甲斐国の戦国大名武田信玄・勝頼の2代に仕える。永禄12年（1569年）に駿河を制圧した武田氏に武田水軍の一翼となるよう出仕を求められ、元亀3年（1572年）夏ごろに海賊衆として仕えた。
天正5年（1577年）北条軍は蒲原を侵し江尻に達した。この時興国寺城におり、江尻に妻子のあった城将らが出撃を望んだが、正重はこれを退けて固く城を守り北条軍を撃退した。天正7年（1579年）持船城にあった時、徳川家康配下の牧野康成が攻め寄せ、嫡男政勝らとともに討死した。